# Ginglymocladus luteicollis
Ginglymocladus luteicollis är en skalbaggsart som beskrevs av Van Dyke 1918. Ginglymocladus luteicollis ingår i släktet Ginglymocladus och familjen Omethidae. Inga underarter finns listade i Catalogue of Life.